# Sanctuaire de Trémonteix
Vous lisez un « bon article » labellisé en 2022.
Le sanctuaire de Trémonteix est un sanctuaire romain à double fanum à cella unique en relation avec une villa romaine. Il est implanté à 2,5 km du centre de la ville antique d'Augustonemetum/Clermont-Ferrand, en France. Découverte en 2009 à l'occasion d'un diagnostic d'archéologie préventive, la villa a été fouillée par une équipe de l'Institut national de recherches archéologiques préventives (Inrap) entre 2010 et 2011, puis partiellement détruite par les aménagements réalisés à la suite de ces opérations. Seul le sanctuaire, inscrit aux monuments historiques en 2012, a été préservé au sein d'une zone verte.
Établi au pied des côtes de Clermont-Ferrand, le site archéologique a été profondément enfoui par des éboulements, ce qui a permis une très bonne conservation. Vierge de toute occupation protohistorique, le vallon de Trémonteix est aménagé dès le Haut-Empire. À un premier établissement interprété comme une villa romaine succède un second établissement construit vers le début du IIIe siècle, pareillement interprété, et doté d'un sanctuaire construit d'un seul tenant. La reconstruction de cet établissement, dans le courant du IIIe siècle, ne semble pas avoir entraîné de réorganisation majeure du sanctuaire. La datation des différentes phases d'occupation du site est toutefois complexe du fait de la rareté du mobilier, notamment céramique, permettant d'affiner la chronologie de son occupation. L'interprétation du site en tant que villa est pareillement sujette à discussions du fait de l'absence de structure agricole, à l'exception de quatre cuves dont la fonction n'est pas assurée.
Le sanctuaire occupe la partie septentrionale du reste du site archéologique. Il en est séparé par un mur de clôture équipé d'une tour-porche assurant la transition entre l'espace cultuel et la cour de l'établissement. Le sanctuaire est implanté au bas d'une pente qui a fait l'objet d'un aménagement sous la forme de terrasses, tant pour protéger le site de l'érosion que pour mettre en valeur les deux temples. Au sein du péribole qui délimite l'espace cultuel, plusieurs aménagements ont été observés, dont une fontaine et un nymphée. Les deux temples sont des structures à plan centré, le fanum nord étant d'un gabarit légèrement plus grand que le fanum sud (13 m de côté contre 9,35 m de côté). Tous deux ne sont toutefois connus que pour leur partie orientale, le reste de leur emprise n'étant pas compris dans le projet d'aménagement et donc dans les limites de la fouille archéologique. Si aucune divinité n'a été identifiée, la présence d'un bassin dans la cella du temple sud, les aménagements trouvés dans le péribole et divers mobiliers indiquent qu'il s'agit probablement d'un sanctuaire des eaux.
Abandonné à la fin du IVe siècle, l'emplacement du site est partiellement réoccupé lors des siècles qui suivent, avant la construction d'un hameau au cours du Moyen Âge.

## Interventions
Le site archéologique de Trémonteix a été découvert à l'occasion d'un diagnostic d'archéologie préventive réalisé par l'Institut national de recherches archéologiques préventives (Inrap) en janvier et février 2009 sur environ 16 ha. À la suite de cette opération, une fouille préventive a été prescrite sur une emprise de 35 000 m2 et réalisée par l'Inrap entre 2010 et 2011, sous la direction de Kristell Chuniaud. Le secteur a depuis fait l'objet d'un aménagement immobilier sous la forme d'un quartier locatif de 16 ha, à l'exception de la zone du sanctuaire qui est inscrite au titre des monuments historiques en 2012, et qui a été aménagée sous la forme d'une zone verte. Au moment de l'aménagement du secteur, le vallon de Trémonteix est occupé par des potagers et des friches.
La zone des deux temples n'est que partiellement documentée du fait de l'emprise prescrite de la fouille qui n'a permis d'observer que la partie orientale du sanctuaire,, soit environ un tiers des temples.
Le rapport de la fouille de 2013 est consultable sur Dolia, le catalogue des fonds documentaires de l'Inrap.

## Contextes

### Contexte géographique
Implanté au pied des côtes de Clermont au niveau d'un cône de déjection, dans un thalweg, le site a fait l'objet d'un recouvrement sédimentaire important permettant une conservation des élévations maçonnées jusqu'à 2,35 m de hauteur dans la partie septentrionale du site. Des moyens techniques importants ont été mis en œuvre afin de décaisser le terrain. Les constructions sont adaptées au terrain et suivent l'orientation de la pente.
Le sanctuaire est construit à environ 2,5 km du centre de la ville antique d'Augustonemetum, actuelle Clermont-Ferrand. Au cours de l'Antiquité, cette ville est la capitale de la cité romaine des Arvernes.

### Contexte archéologique

Plan général du site pour le second état, seconde phase.
Murs attestés
Autres structures attestées
Emprise des bâtiments
Murs restitués
Autres structures restituées
Limite de fouille

Aucune occupation protohistorique n'a été mise en évidence dans le vallon de Trémonteix.
Le premier établissement rural romain construit est composé de onze bâtiments qui sont globalement répartis sur 1 ha, sur un axe nord-sud composé de deux alignements de constructions. Le plus grand des bâtiments, d'environ 220 m2, se trouve au centre de cet alignement. Il se singularise par une probable galerie méridionale ainsi que des murs décorés d'enduits peints ; il est de ce fait identifié comme le bâtiment résidentiel au centre du domaine. Si son interprétation est le plus souvent celle d'une villa romaine, les fouilleurs soulignent qu'il pourrait tout aussi bien s'agir d'une « petite villa ou d['une] grosse ferme » qui contraste avec les établissements reconnus à la périphérie de la capitale arverne ou dans sa proche campagne. Ce premier établissement est construit au Haut-Empire, vers la fin du Ier siècle apr. J.-C. ou le début du siècle suivant, et ne dépasse pas le début du IIIe siècle, lorsque l'établissement est presque entièrement reconstruit.
Au début du IIIe siècle, peut-être à la fin du premier tiers de ce siècle, le site est intégralement reconstruit et voit l'aménagement d'un second établissement rural de 6 600 m2,. Le site est divisé en deux espaces : au nord le sanctuaire à proprement parler, qui semble construit d'un seul tenant, et au sud la cour de la villa, longue d'au moins 98 m, où trois bâtiments dits pavillons périphériques, à pièce unique, ont été trouvés le long du mur oriental. Tandis que le mur d'enceinte est ouvert au sud, les deux espaces sont séparés par un mur de façade où est aménagé un porche assurant la transition entre les deux espaces. Au cours d'une troisième phase, dans le courant du IIIe siècle, la cour est réaménagée : si les murs d'enceinte sont conservés, les bâtiments qui se trouvent le long sont reconstruits avec au moins six pavillons à l'architecture et à l'organisation plus sophistiquée qu'à la phase précédente. L'érosion ne permet toutefois pas d'interpréter ces constructions qui sont parfois accolées et disposent, pour certains, d'un sol en béton. À l'exception d'un pavillon, interprété comme une habitation, les autres sont supposées être des bâtiments d'exploitation agricole. Au cours de cette même phase, le terrain qui se trouve au nord des deux temples est aménagé en terrasses pour protéger le site de l'érosion et de la poussée du terrain, et aussi pour mettre en valeur le sanctuaire. En dernier lieu, un bâtiment situé dans l'angle sud-est du sanctuaire est reconstruit et contribue à la complexité de l'interprétation du site archéologique. La datation stylistique des enduits muraux mènerait à la seconde moitié du Ier siècle apr. J.-C. mais cette datation est infirmée par les données chrono-stratigraphiques.
Du fait de la bipartition entre des pavillons dans une cour au sud, et une partie moins agricole au nord, séparée du reste des constructions par un mur et un porche, ce second établissement a également été interprété comme une villa, relevant de la catégorie dite des villas à pavillons multiples alignés qui se caractérisent par cette bipartition marquée entre une partie résidentielle enclose, accolée à une seconde partie enclose, marquée par l'alignement de constructions stéréotypées le long des deux plus longs murs.
Le site est abandonné à la fin du IVe siècle mais fait l'objet d'une réoccupation au cours du Moyen Âge, sous la forme d'un hameau, par ailleurs attesté dans des archives du Xe siècle. Celui-ci se caractérise par une série de petits bâtiments d'architecture fruste, équipés de foyers. L'habitat médiéval est associé à une série d'inhumations datées entre le Ve siècle et le IXe siècle.

## Le sanctuaire antique

Plan du sanctuaire pour le second état, seconde phase.
Murs attestés
Autres structures
Murs restitués
Limite de fouilles

Le sanctuaire est implanté au nord des pavillons de la villa, au pied du versant qui a fait l'objet d'un décaissement afin d'obtenir une surface plane. Des murs de soutènement et des terrasses permettaient de limiter la poussée du terrain en direction du sanctuaire.
Deux temples à plan centré y ont été construits, ainsi que divers autres aménagements dans son péribole. Ces deux temples prennent la forme d'un quadrilatère correspondant à la cella où réside la divinité, laquelle est entourée d'une galerie périphérique de même orientation, d'un gabarit légèrement plus élevé. Presque accolés, les deux temples ne sont séparés que par un vide de 40 cm destiné à évacuer les eaux de pluie. La chronologie de leur construction n'est pas définie puisque les maçonneries n'ont pas été démontées, mais il semble que les deux temples soient contemporains et qu'ils aient été construits dans le courant du IIIe siècle.

### Péribole

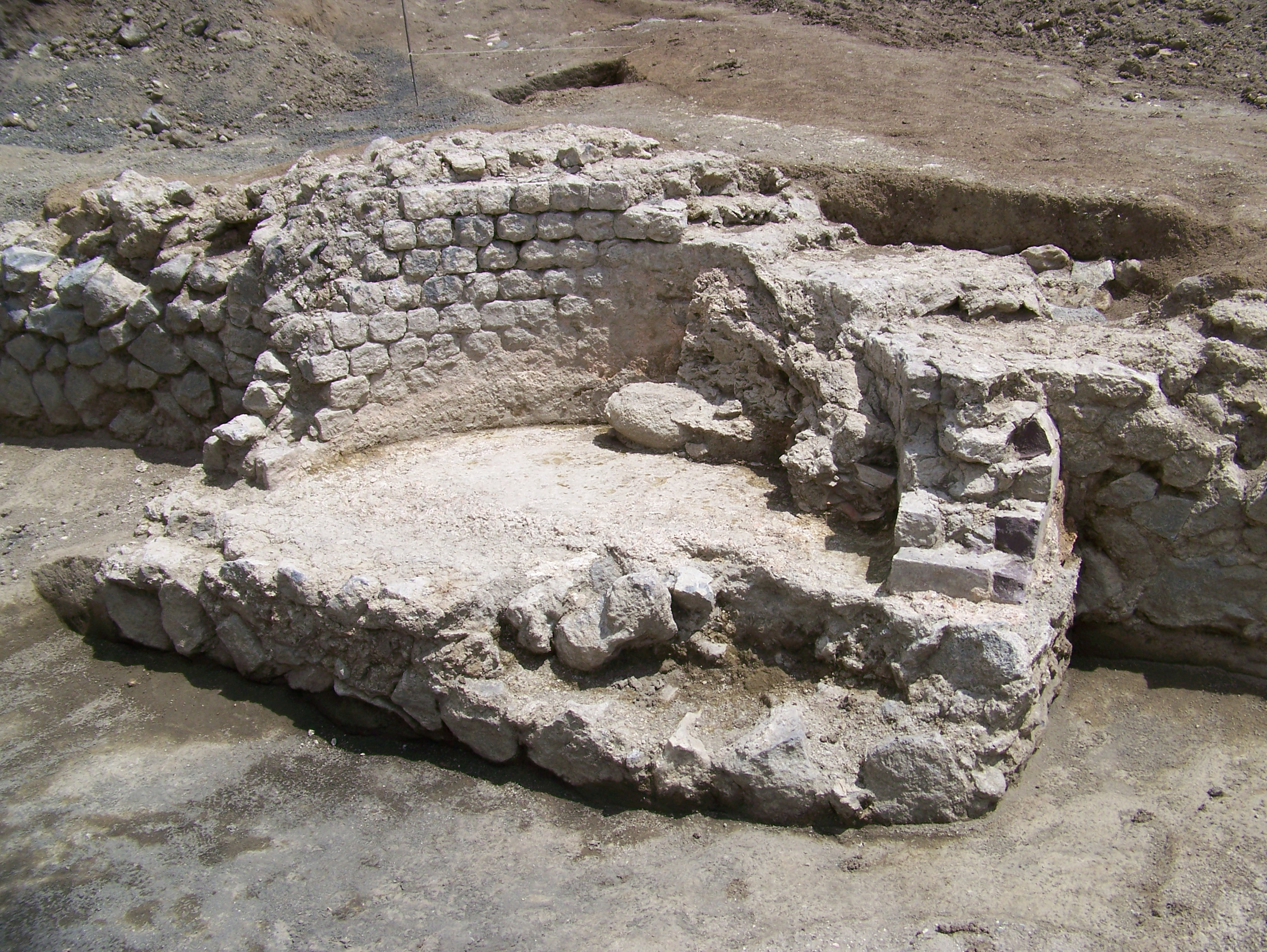
La fontaine faisant face à l’entrée du temple nord.

Le péribole autour des deux temples n'a également été fouillé que sur ses parties orientale et méridionale. Il s'agit d'un espace non construit où a toutefois été reconnu un dallage qui menait au temple nord. Les fouilleurs émettent l'hypothèse que l'espace n'était pas aménagé, notamment avec un sol en béton, et que les visiteurs transitaient dans une zone partiellement inondée par l'évacuation d'une fontaine dépourvue de conduite d'évacuation, au profit d'une « évacuation de l'eau dans l'aire ouverte à l'air libre ».
Plusieurs structures ont été fouillées à l'intérieur de ce péribole : un socle maçonné possiblement destiné à accueillir une statue ou un autel, une fontaine faisant face au temple nord, et un puits dont l'accès se faisait grâce à un plan incliné, interprété comme un nymphée. Alimenté en eau depuis l'ouest grâce à un drain, le nymphée était accessible par une rampe et était aménagé avec un cuvelage en bois qui n'a pas été retrouvé en place. Le mobilier trouvé lors de sa fouille comprend autant du mobilier du quotidien que des objets religieux (fragments de statuette en terre blanche de l'Allier et lampe à huile) et des pions de jeu. Des enduits peints blancs, agrémentés de bandes rouges, ont été observés sur les trois faces du nymphée, sans pour autant disposer d'un enduit hydraulique qui les aurait protégés de l'humidité.
La fontaine est la structure dont la construction est la plus soignée. Débordant du mur d'enceinte oriental du péribole, face à l'entrée du temple nord, elle était alimentée en haut depuis le nord-est du site, notamment grâce à un petit édicule interprété comme une sorte de château d'eau dont la vocation était de canaliser et de forcer l'écoulement des eaux en direction de la fontaine.

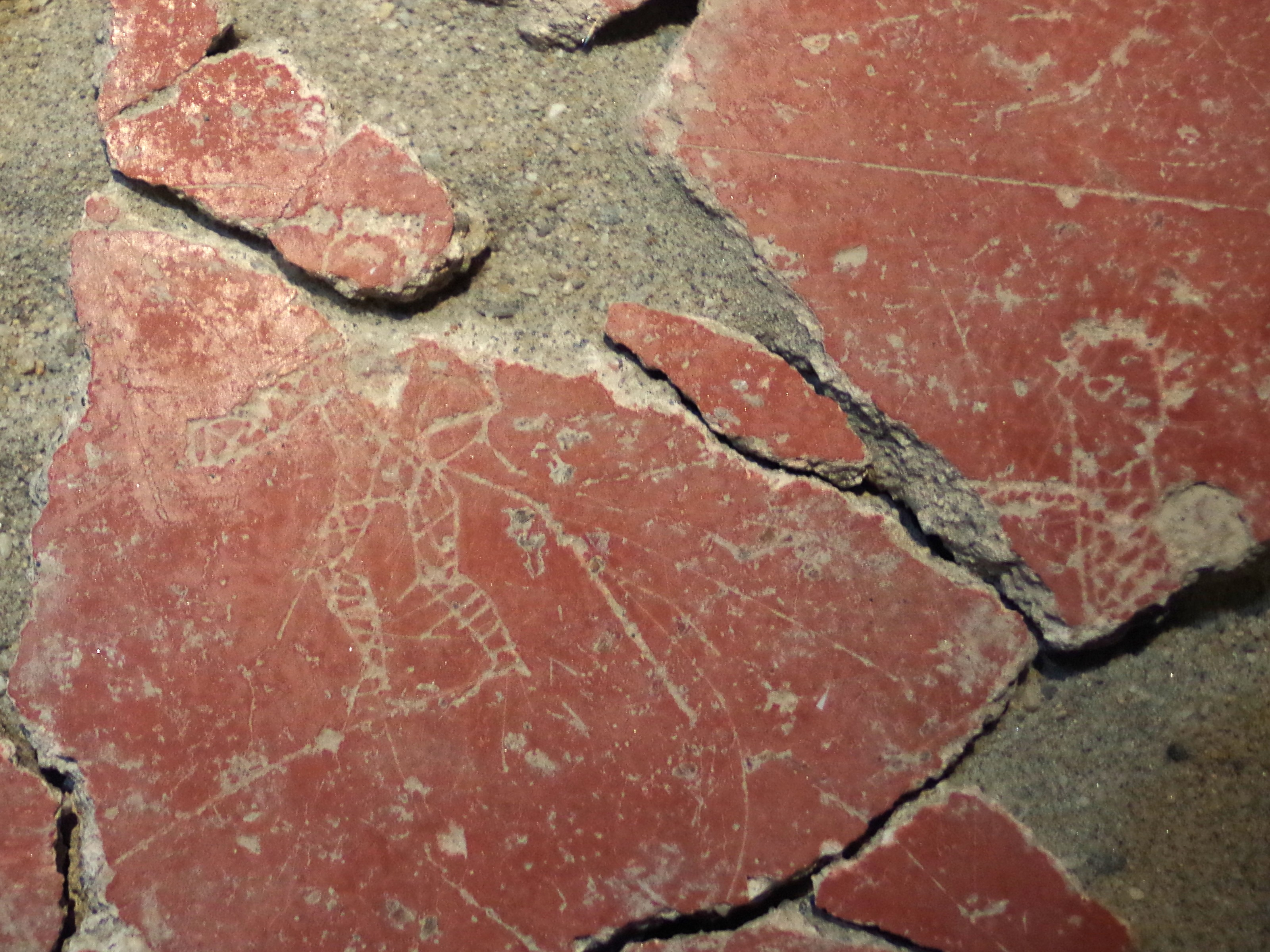
Graffite de gladiateur sur enduit peint trouvé dans le bâtiment 5.

Dans l'angle sud-est du péribole, appuyé contre le mur de séparation entre la cour et le sanctuaire, se trouve un bâtiment qui a connu deux états. La fonction du premier état est indéterminée mais le bâtiment qui lui succède a livré quatre cuves maçonnées dans un parfait état de conservation. L'espace méridional de cette même pièce aurait pu servir de chai. Le niveau supérieur, qui ouvrait directement sur le péribole, n'a pas été conservé mais, lors de sa destruction, les enduits peints qui revêtaient ses murs se sont effondrés au niveau inférieur. Recomposés sur près de 5 × 2 m, ses panneaux représentent diverses scènes champêtres : fruits, fleurs, feuillages mais aussi animaux dont des oiseaux et un coq. Un épisode bachique semble également représenté tandis que divers graffites, formes géométriques, exercices au compas et personnages dont un gladiateur, ont été identifiés. Il s'agit vraisemblablement d'une pièce d'apparat. La fonction viticole des cuves est supposée mais elle n'est pas démontrée par les analyses biomoléculaires.

### Temple nord
Le temple nord correspond à un temple à plan centré à cella unique dont le mur de façade de la galerie est d'un gabarit plus important que le temple sud, avec 13 m de côté. Ce second temple s'appuie au nord sur le mur de soutènement et il n'a été fouillé que sur environ un tiers de sa surface. Une unique ouverture a été observée sur le côté est du bâtiment et une partie au moins de ses maçonneries est faite de moellons irréguliers et de chainages d'angles en pierres de taille. Sa galerie était dotée d'un mur parapet avec claire-voie et piliers de section carrée.
Seule la galerie du temple nord a livré des enduits peints. Parmi eux se trouve un ensemble de 2,50 × 1,40 m au maximum, décoré de motifs de feuillages et d'un objet qui n'est pas sans rappeler une corne à boire. D'autres motifs floraux et de feuillages ont été observés sur les autres murs tandis que les piliers de la galerie sont moins aboutis, avec une couleur blanchâtre presque unique.
Dans le temple nord ont été trouvés de nombreux objets dont un bracelet et une épingle à cheveux tandis que le sédiment retiré au niveau des dalles d'accès a livré plusieurs objets de la vie quotidienne qu'il est impossible de lier à des pratiques cultuelles.

### Temple sud

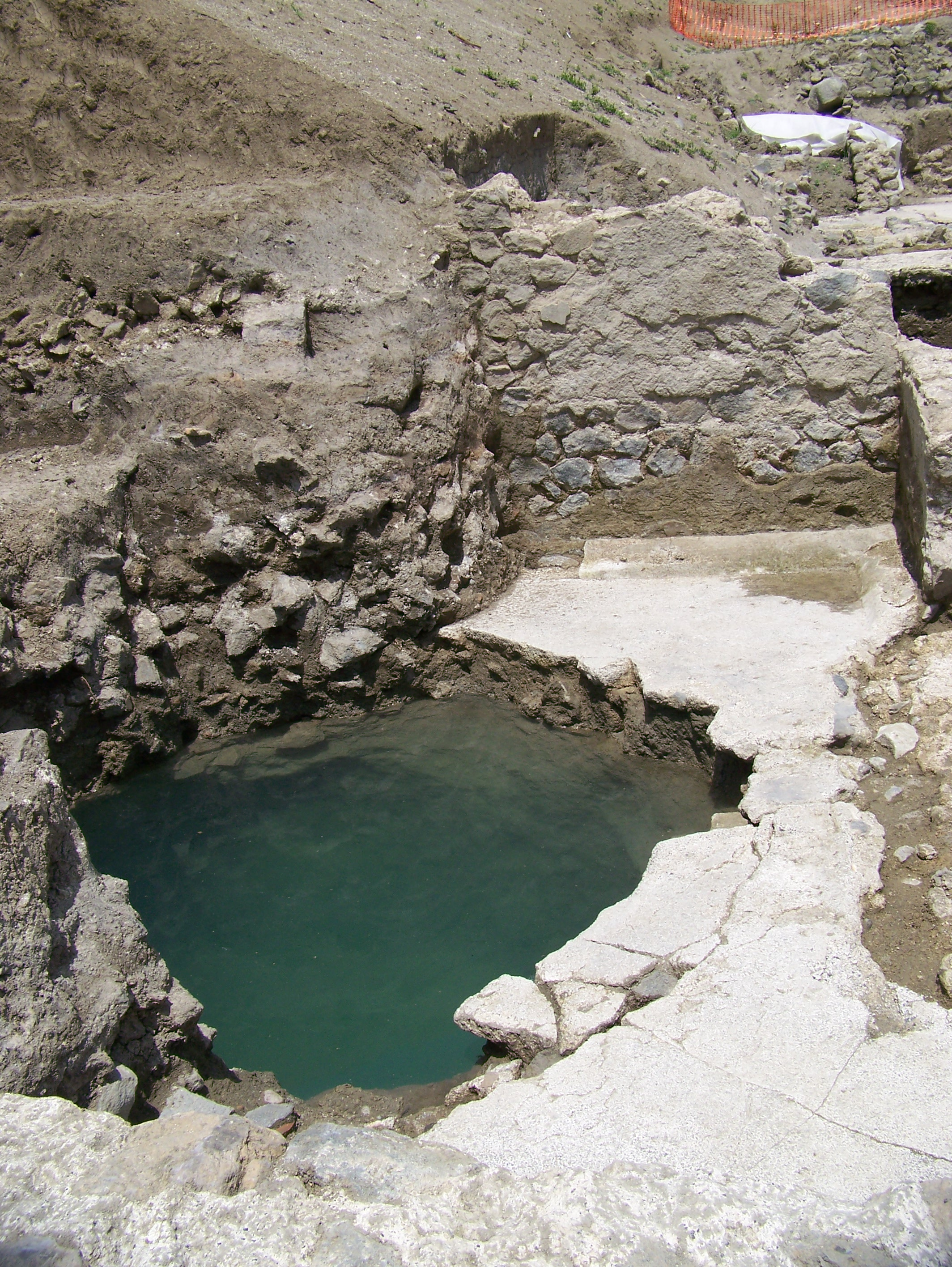
Le bassin de la cella du temple sud. À noter, sur la partie gauche de la photographie, le secteur qui n'est pas concerné par la fouille et qui est encore occupé par les sédiments.

Le temple sud correspond également à un temple à plan centré à cella unique. Le mur de façade oriental de sa galerie mesure 9,35 m, mais il n'est pas possible d'affirmer que le plan est parfaitement carré, notamment du fait du rétrécissement de la largeur de sa galerie au nord (1,37 m contre 1,67 m), contre l'autre temple ; une estimation de la superficie de sa cella est de 21 m2. Deux ouvertures permettent d'accéder à ce temple : la principale à l'est, fortement perturbée par des récupérations, et une autre dans l'angle sud-est, cette dernière étant tardivement comblée. La façade nord de la galerie, qui supporte la toiture grâce à des colonnes enduites, était entièrement ouverte, au contraire des façades est et sud qui étaient équipées de murs parapets avec claire-voie,.
Au niveau de la façade nord de la galerie, les colonnes à facettes, faites de quarts et demi ronds de brique formant un profil à quinze facettes, étaient enduites d'une couleur unie, blanchâtre, agrémentée d'une petite frise polychrome à décors géométriques à 12,5 cm du sommet des colonnettes,. Bien que rarement attesté en Gaule, ce type de décor était probablement courant. Les murs parapets n'ont livré que peu d'enduits peints blancs mouchetés de rouge et de noir. Dans la cella, quelques plaques très fragmentaires révèlent un décor floral.
La cella est entièrement occupée par un bassin alimenté par une source souterraine et par deux tranchées drainantes. L'absence de paroi et la découverte de planches laissent penser que le bassin était cuvelé avec du bois. Tandis que deux tranchées drainantes complétaient l'alimentation de cette source qui sourdait naturellement, une évacuation de trop-plein conduisait les eaux à l'extérieur du sanctuaire, en direction du sud,. Cette évacuation a été réaménagée au cours de la troisième phase, lors de la reconstruction du bâtiment abritant les cuves.

### Un sanctuaire des eaux
Si la présence d'un épisode bachique pourrait donner un indice sur la divinité qui était honorée dans ce sanctuaire, Julien Boislève souligne que ce raccourci est trop rapide au regard de la banalité de ce schéma iconographique. La présence du bassin dans le temple sud, ainsi que celle d'une fontaine et d'un nymphée, permettent d'envisager l’hypothèse d'un sanctuaire des eaux qui est la plus vraisemblable. Dans le circuit cultuel du sanctuaire, la modestie du nymphée semble néanmoins indiquer qu'il jouait un rôle mineur, peut-être au profit de la fontaine située devant le temple septentrional.
Les études spécialisées de numismatique et du mobilier en verre semblent étayer cette hypothèse. En effet, plus de la moitié des monnaies découvertes à l'occasion de la fouille proviennent du secteur cultuel (105 monnaies sur 179). Parmi elles, 72 ont été trouvées au niveau du temple nord et 33 au niveau du temple sud. Tandis que celles du temple nord sont davantage des pièces du IIIe siècle, celles du temple sud ont été majoritairement frappées durant le Haut-Empire. Toutes sont néanmoins des monnaies courantes et plusieurs ont été trouvées dans des positions qui suggèrent un usage rituel, par exemple entre les dalles de basalte qui menaient au temple nord. L'association des monnaies et des structures hydrauliques semble également témoigner de rites de iactatio stipis qui consistent en des jets de monnaies. Seule une monnaie tardive, un petit bronze byzantin non identifié, sort du lot de ces monnaies. Quant aux récipients en verre, il s'agit majoritairement de formes à boire, gobelets dont un ovoïde d'une forme rare, « ce qui incite à l'associer aux activités cultuelles pratiquées aux abords du nymphée », et cruches/bouteilles. Si la petitesse du corpus et son aspect fragmentaire ne permettent pas d'être affirmatifs, certains fragments semblent bien liés à ce probable sanctuaire des eaux.

## Interprétation

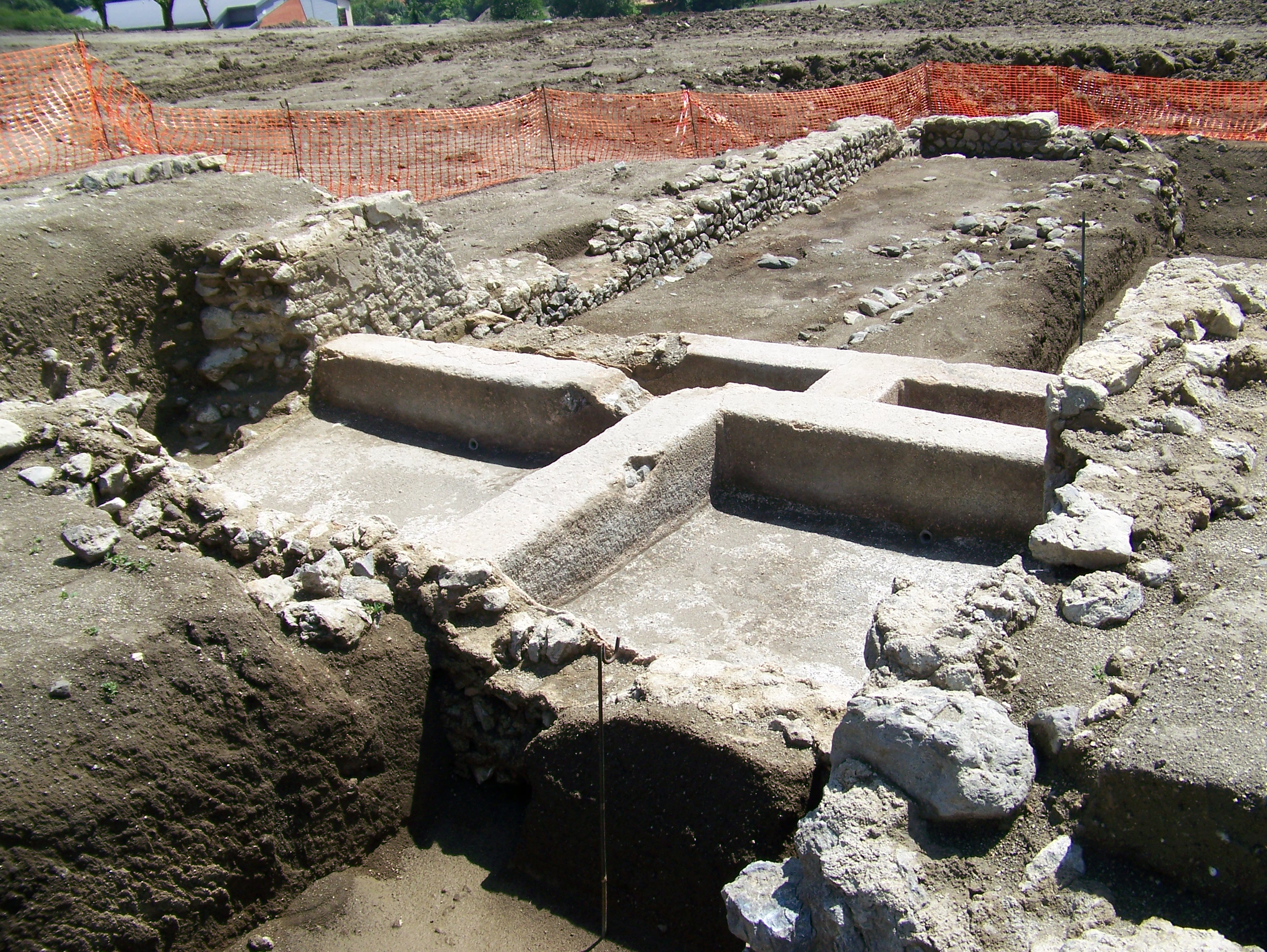
Les quatre cuves de la villa, seuls lieux de production identifiés du site.

La présence d'un sanctuaire associé à des pavillons, selon le modèle des villas à pavillons multiples alignées, appuie l'hypothèse d'une interprétation en tant qu'établissement rural, laquelle est aussi étayée par la présence de quatre cuves maçonnées. Leur vocation agricole est toutefois incertaine et les analyses biomoléculaires n'ont pas permis d'isoler les marqueurs d'une activité vinicole ou oléicole,.
L'absence de partie résidentielle reconnue, suivant la bipartition traditionnelle des villas entre partie résidentielle et partie agricole, interpelle, tout comme la proximité du site avec le centre de l'agglomération d'Augustonemetum. La responsable de l'opération interprète toutefois le site comme un sanctuaire associé à une villa dont la partie résidentielle doit être implantée à proximité, peut-être au sud de l'emprise diagnostiquée et fouillée,.
Le statut du site, entre espace potentiellement privé de réception avec la pièce au-dessus des cuves, et espace cultuel possiblement ouvert à un plus large public, demeure indéterminé. Le statut de ses propriétaires n'est également pas connu en l'absence d'inscription épigraphique le rattachant à un notable, par exemple. Le bâtiment des cuves a livré plusieurs graffites difficilement interprétables, dont un seul a été lu AENIV[.] et hypothétiquement associé à un Aelianus connu par ailleurs, dont le statut n'est toutefois pas connu.